# Pasteur-AMIA (subte de Buenos Aires)
Pasteur - AMIA es una estación de la línea B de la red de subterráneos de la Ciudad de Buenos Aires, ubicada debajo de la Avenida Corrientes y su intersección con la calle Pasteur, en el barrio de Balvanera. Fue inaugurada el 17 de octubre de 1930 como parte del tramo Federico Lacroze - Callao.

## Nombre
Originalmente denominada como Pasteur hasta 2015, donde mediante la Ley N.º 5320 se le agregó a su denominación original las siglas AMIA al encontrarse en cercanías del edificio donde se produjo el atentado a la AMIA en 1994.

## Hitos urbanos
Se encuentran en las cercanías de esta:
- Escuela Presidente Manuel Quintana
  - Primaria Común y adultos
  - Jardín de infantes
- Esc. Primaria Común N.º 14 Cornelio Saavedra
- Sociedad Hebraica Argentina
  - Biblioteca Popular Alberto Gerchunoff
- Centro Cultural Ricardo Rojas

## Decoración
En octubre de 2014, Subterráneos de Buenos Aires firmó un convenio con la Asociación Mutual Israelita Argentina (AMIA) para intervenir artísticamente la estación para homenajear a las víctimas del atentado de 1994. Las obras fueron colocadas en junio de 2015. En septiembre de 2016, la estación recibió el premio Victory Award al «Proyecto Innovador del Año» por la Washington Academy of Political Arts & Sciences en Estados Unidos.

## Galería de Imágenes

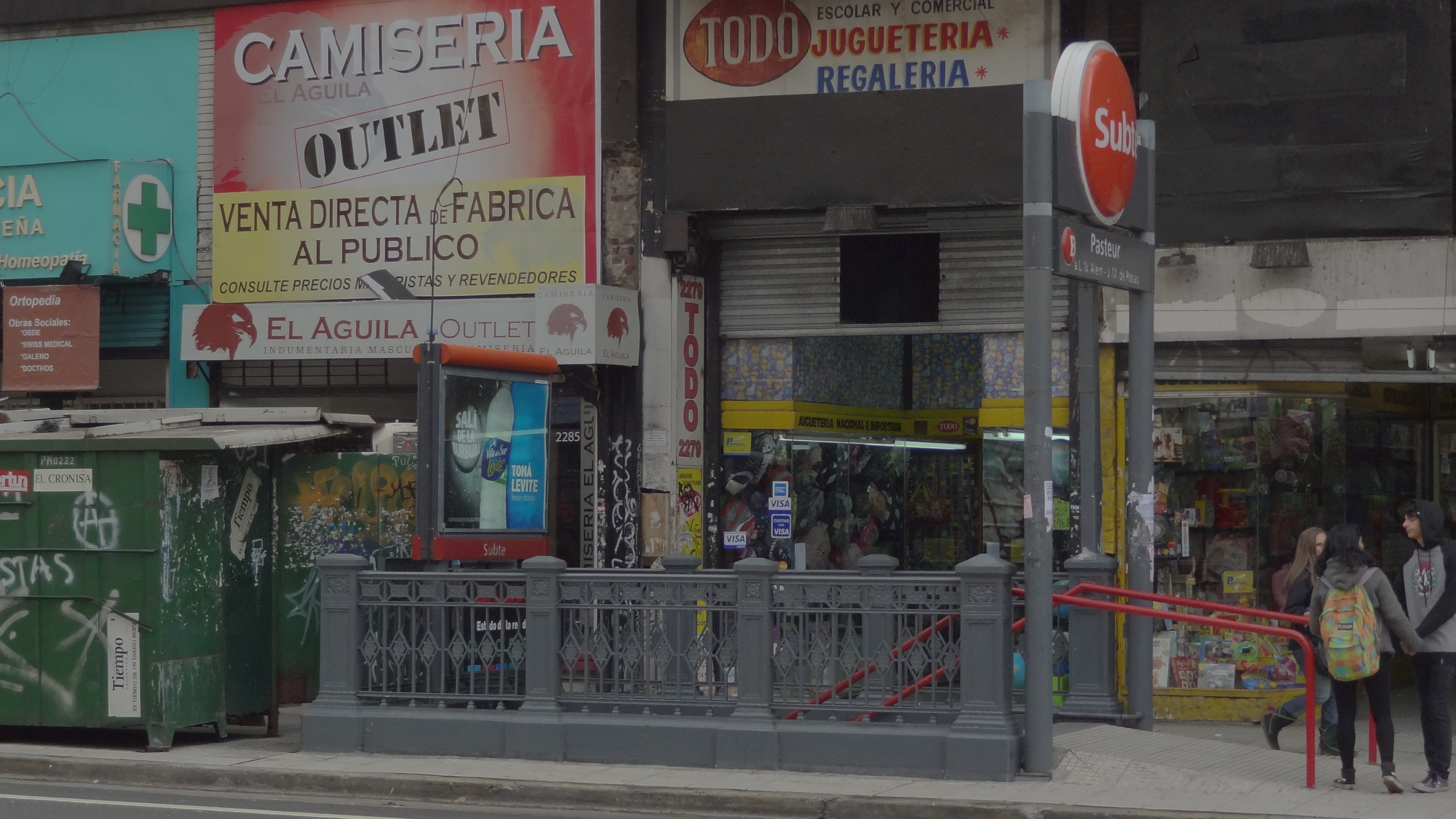
Acceso
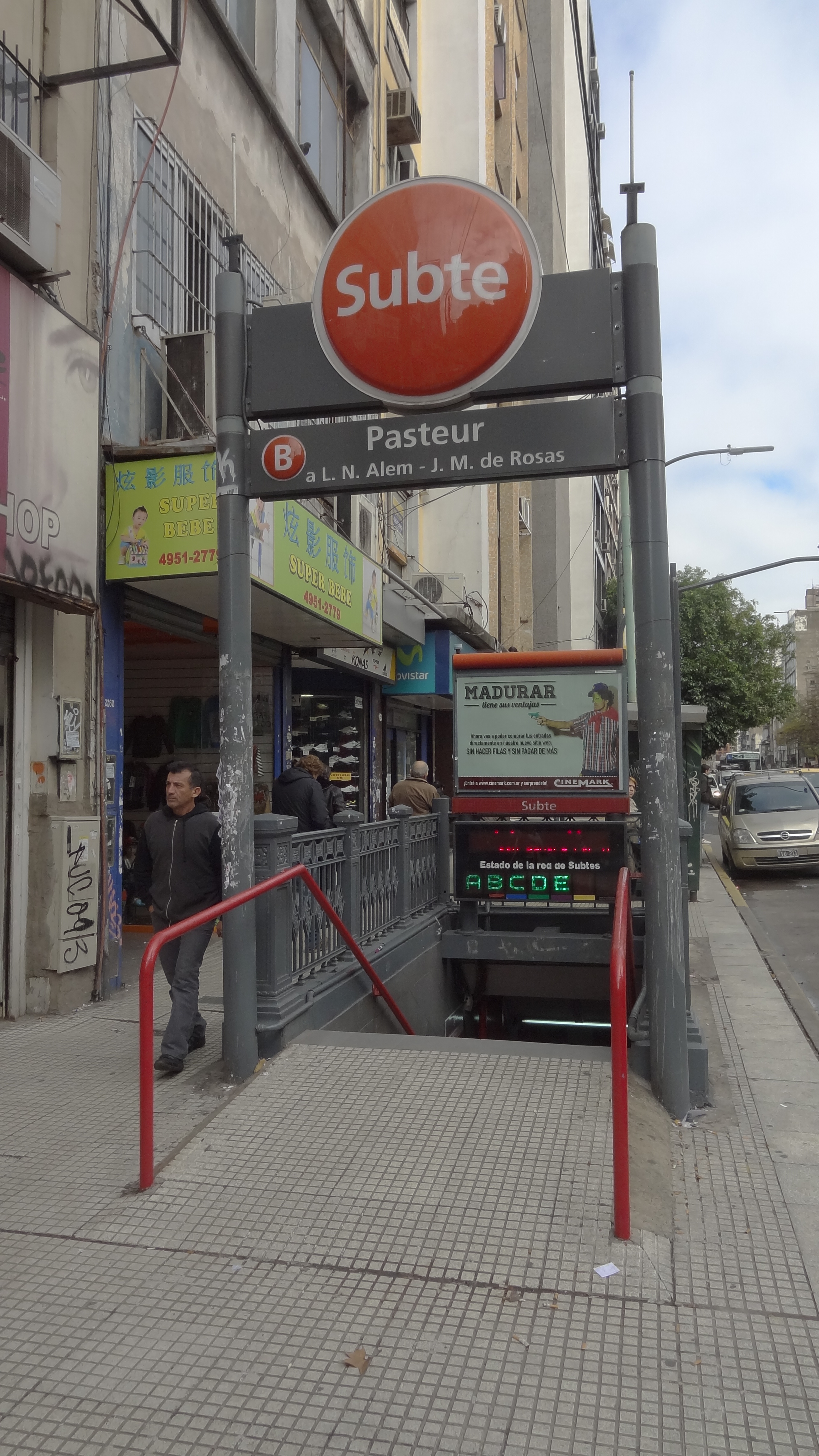
Acceso
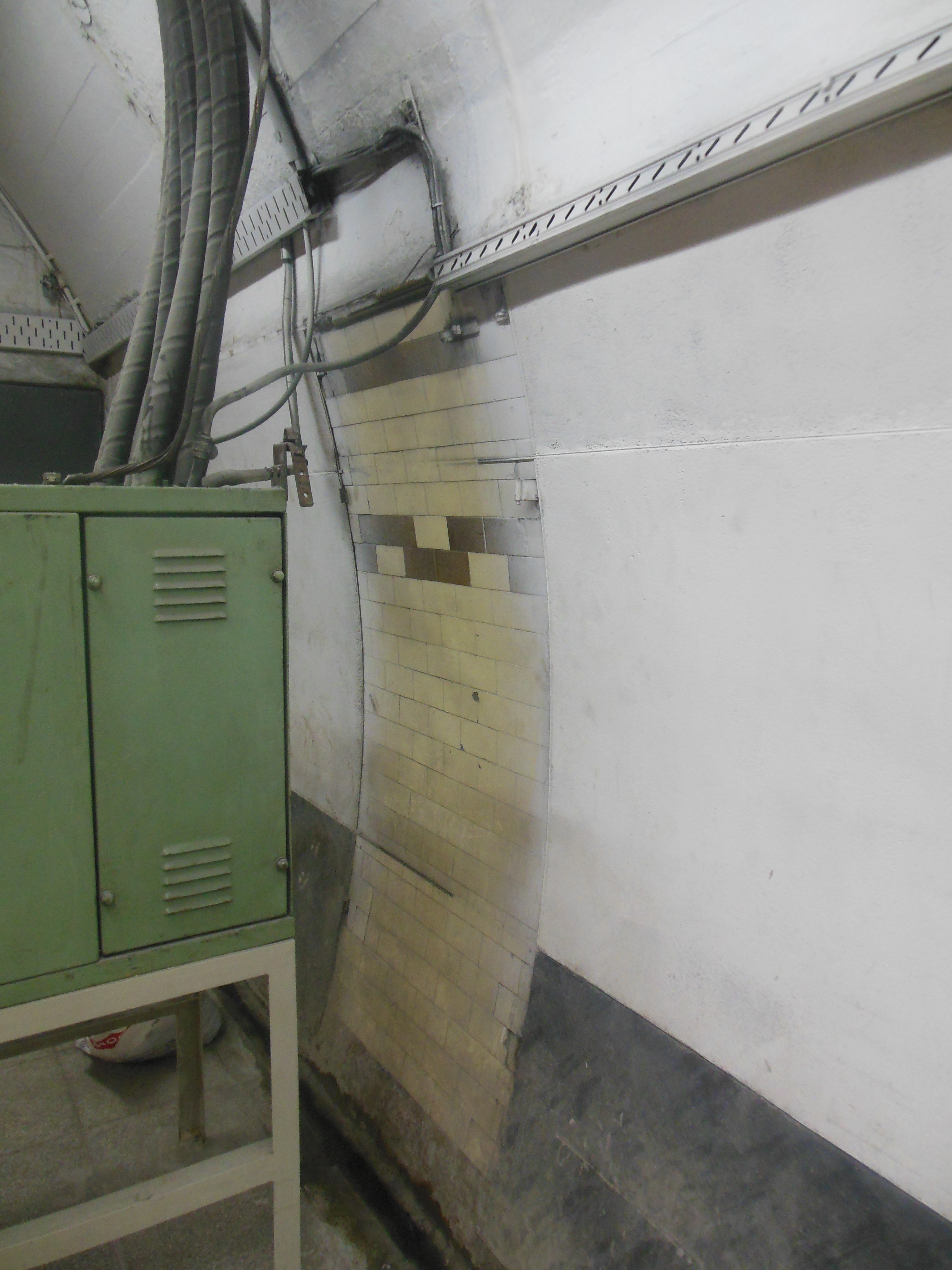
Azulejos originales
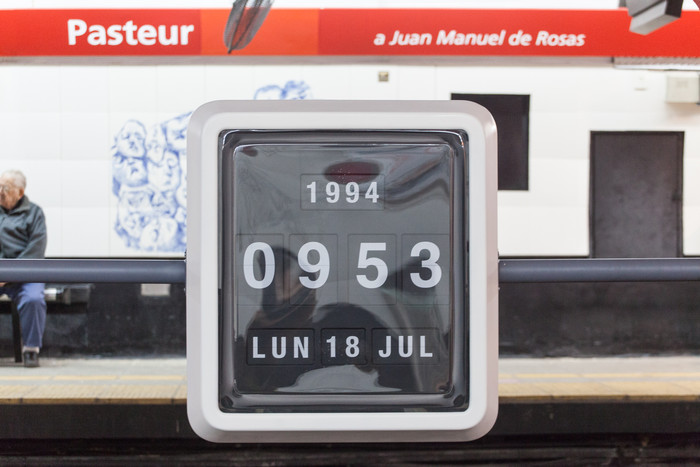
Memorial conmemorando el atentado a la AMIA
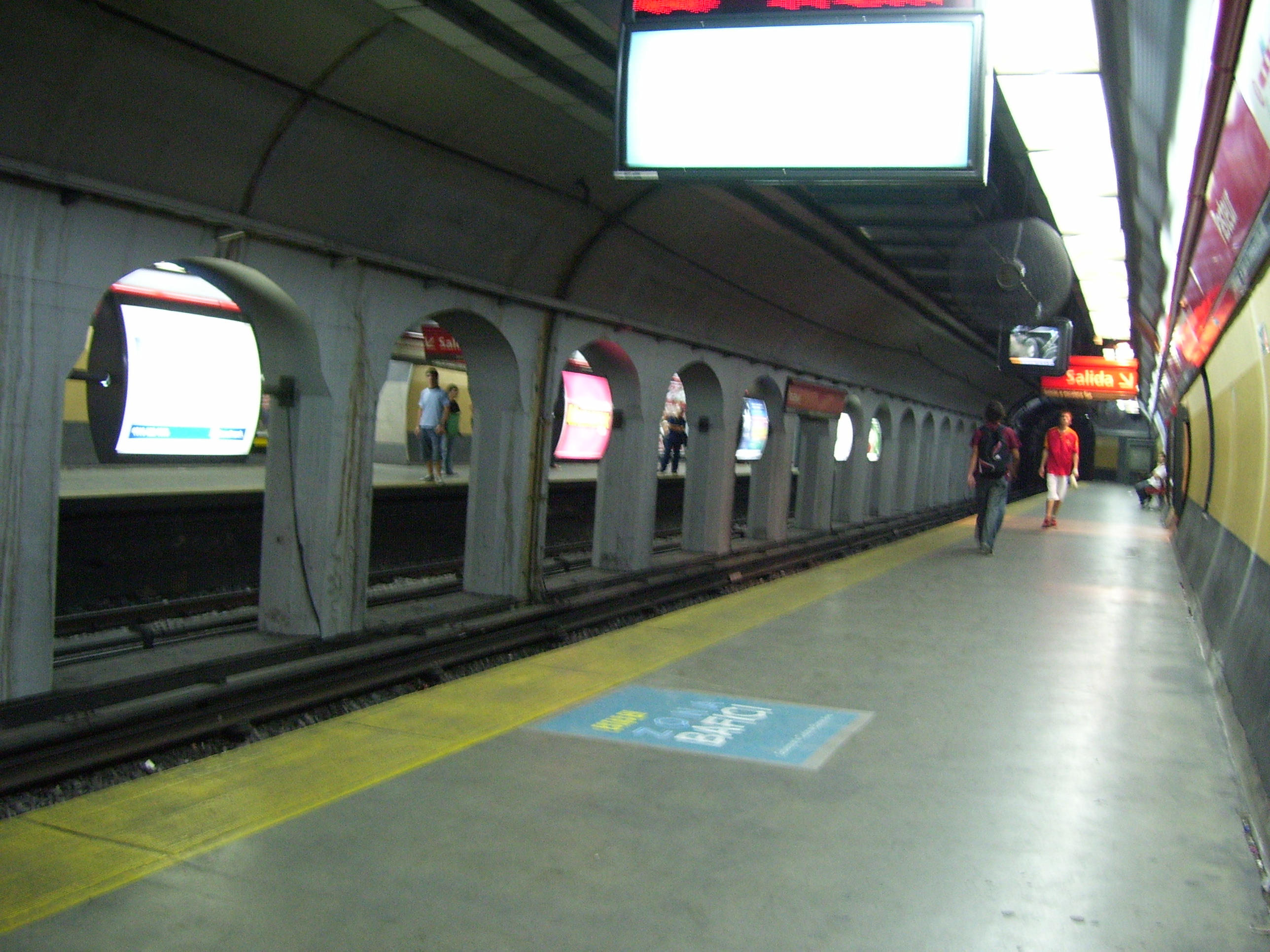
Andén